# Ana Gabriela Rodríguez
Ana Gabriela Rodríguez (nacida el 23 de abril de 2002) es una futbolista panameña que juega como defensora del CIEX Academy de la Liga de Fútbol Femenino de Panamá.

## Trayectoria

### Costa del Este FC
Debutó en la Liga de Fútbol Femenino de Panamá en el 2018 con el Costa del Este FC, disputó la Liga de Fútbol Femenino 2018 en la que quedaron en quinto lugar del grupo B. y también disputó el Torneo Clausura 2019 LFF.

### CA Independiente
A mitad del 2019 fue anunciada como nueva jugadora del CA Independiente, disputó el Torneo Apertura 2019 LFF.

### SD Atlético Nacional
En el 2020 fue anunciada como nueva jugadora del SD Atlético Nacional, salió campeona del Torneo Edición 2020 LFF. Disputó el Torneo Apertura 2021 LFF llegando hasta los cuartos de final y el Torneo Clausura 2021 LFF también llegando hasta los cuartos de final.

### CIEX Academy
En el 2022 fue anunciada como nueva jugadora del CIEX Academy, disputó con el club la Liga de Fútbol Femenino 2022 y la Liga de Fútbol Femenino 2023.

## Selección nacional

### Categorías inferiores
Fue convocada por la selección sub-17 de Panamá para disputar el Torneo sub-17 de Uncaf  del 2017. Fue convocada por la selección sub-20 de Panamá para disputar el Campeonato Femenino Sub-20 de la Concacaf de 2022 en la jugó 5 partidos.

### Selección absoluta
Debutó con la selección absoluta el 31 de enero de 2020 contra Estados Unidos, sustituyendo en el minuto 63 a María Guevara en el Campeonato Preolímpico Femenino de CONCACAF 2020.

## Clubes
| Club                 | País   | Año         |
| -------------------- | ------ | ----------- |
| Costa del Este FC    | Panamá | 2018 - 2019 |
| CA Independiente     | Panamá | 2019        |
| SD Atlético Nacional | Panamá | 2020 - 2021 |
| CIEX Academy         | Panamá | 2022 - act. |

## Palmarés

### Títulos nacionales
| Título           | Club                 | País   | Año  |
| ---------------- | -------------------- | ------ | ---- |
| Primera División | SD Atlético Nacional | Panamá | 2020 |